# Tadini
Pour les autres significations, voir Tadini (homonymie).
Tadini (en italien : Tadini) est une localité de Croatie située en Istrie, dans la municipalité de Kaštelir-Labinci, dans le comitat d'Istrie. En 2001, la localité comptait 68 habitants.

## Démographie
| 1948 | 1953 | 1961 | 1971 | 1981 | 1991 | 2001 |
| ---- | ---- | ---- | ---- | ---- | ---- | ---- |
| 150  | 146  | 122  | 95   | 88   | 87   | 68   |